# Vöröslábú kardinális
A vöröslábú kardinális vagy vöröslábú kardinálispinty (Paroaria capitata) a madarak osztályának verébalakúak (Passeriformes) rendjébe, a tangarafélék (Thraupidae) családjába tartozó faj.

## Rendszerezése
A fajt Alcide d’Orbigny és Frederic de Lafresnaye írták le le 1837-ben, a Tachyphonus nembe Tachyphonus capitatus néven.

## Alfajai
- Paroaria capitata capitata (Orbigny & Lafresnaye, 1837)
- Paroaria capitata fuscipes (Bond & Meyer de Schauensee, 1939)[2]

## Előfordulása
Dél-Amerikában, Brazília, Paraguay, Bolívia és Észak-Argentína területén honos. Természetes élőhelyei a szubtrópusi és trópusi fákkal és cserjékkel tarkított füves puszták, többnyire víz közelében, gyakori madár és nem kerüli el az emberi településeket sem. Hawaii szigetére is sikeresen betelepítették.

## Megjelenése
Testhossza 16 centiméter, átlagos testtömege 17-24 gramm. Angol nevét (Yellow-Billed Cardinal) narancsszínű, olykor rózsaszínes tónusú csőrének köszönheti, míg magyar nevét rózsaszín lábai után kapta. Tollazata könnyen beazonosíthatóvá teszi a vöröslábú kardinálist: feje tűzpiros, szeme élénk narancssárga, hasa fehér, a háta és szárnyai sötétszürkék vagy teljesen feketék.  A torok-tájéki fekete foltot egy fehér, a fej hátsó részén majdnem összeérő gallér választja el a sötét tollruhától. A fiatal példányok a felnőttektől teljesen eltérő színezetűek, hátuk többnyire barnás, fejük narancsos árnyalatú.
A vöröslábú kardinális nagyon hasonlít fajcsoportjának egy másik tagjára, a „Paroaria gularis”-ra 12, a két faj megjelenésbeli különbségei a természetes élőhelyük elszeparálódásából ered.
|  |  |

## Életmódja
Gyakran megfigyelhetők álló- és folyóvizek mentén, amint párokban vagy kisebb csoportokban épp a víztükör felett repdesnek vagy a vízből kiálló ágakon ülnek. A költési időszakon kívül a többségében fiatal madarak néha több százas madárrajokba is verődhetnek. Fő táplálékukat az ízeltlábúak és magvak teszik ki, de előszeretettel fogyasztanak gyümölcsöt is. Mivel nem kerüli el az emberi településeket, ezért a madarászok és fotósok számára könnyen megfigyelhető, fényképezhető.

## Szaporodása
Habár a vadonélő madarak párzási- és költési szokásairól keveset tudunk, a fogságban tartott egyedek azért szolgálnak némi információval. Az így megfigyelt madarak egy évben többször is költhetnek, viszont a tojó általában egyszerre csak két tojást rak. (Egyes ornitológusok szerint a vadonélő madarak nem költenek olyan sokszor, mint fogságban élő társaik.) A költési idő csupán 13–14 nap és a kikelt fiókák is elhagyják a fészket 10–12 napon belül.

## Természetvédelmi helyzete
Az elterjedési területe rendkívül nagy, egyedszáma pedig stabil. A Természetvédelmi Világszövetség Vörös listáján nem fenyegetett fajként szerepel.

## Média

### Képek
- E.J.Peiker természetfotós képei
- ...és a fakóbb színezetű fiatal

### Hangjuk (letölthető mp3)
- Vöröslábú kardinális éneke
- Vöröslábú kardinális hívásamindkettő a xeno-canto.orgról